# Districte d'Ahmedabad
El districte d'Ahmedabad (o Ahmadabad) és una divisió administrativa del Gujarat, que té capital a la ciutat d'Ahmedabad, al nord del districte a la vora del riu Sabarmati. El districte té una població de 5.816.519 (2001) dels que el 80,18% vivien a la ciutat.
Limita amb els districtes de Mehsana, Sabarkantha, i Gandhinagar pel nord; Kheda da l'est; el Golf de Cambay i el districte de Bhavnagar al sud; i el districte de Surendranagar a l'oest. Sota els britànics el districte limitava a l'oest i sud per la península del Khatiawar, al nord amb el territori de Baroda (Nothern Division), al nord-est pel territori de Mahi Kantha, a l'est amb l'estat de Balasinore, i el districte de Kaira, i al sud-est per l'estat de Cambay i el Golf de Cambay. De les seves subdivisions, la de Parantij al nord-est i la de Gogho o Gogo al sud-est, quedaven separades de la resta per territoris de prínceps; a més a més diversos poblets del districte eren enclavaments que pertanyien a Baroda i a prínceps de Khatiawar i alguns poblets del districte en canvi quedaven exclavats fora dels límits.
El districte modern està dividit en onze taluka:
- Viramgam
- Mandal
- Detroj-Rampura
- Dholka
- Bavla
- Dhandhuka
- Barvala
- Ranpur
- Ahmedabad City
- Daskroi
- Sanand

Sota els britànics estava dividit en set taluka o subdivisions administrades per assistents del col·lector, excepte una que ho era per aquest mateix directament: 
- Daskroi
- Samand
- Viramgam
- Dholka
- Dhandhuka
- Parantij-Morasa
- Gogo

El districte tenia set municipalitats:
- Ahmadabad
- Dholka
- Viramgam
- Dhandhuka
- Gogo
- Parantij
- Morasa

## Història
El districte d'Ahmedabad va ser explotat per primer cop pels reis Anhilwara (746-1297); tot i el seu poder, una gran part va romandre en mans de caps bhils semiindependents; aquestos caps van reconèixer als reis musulmans de Gujarat (començament del segle XV) i després es van sotmetre a Akbar el Gran el 1572. El 1629 la regió fou assolada per la fam, que es va repetir el 1650, el 1686 el 1718 i el 1747; inundacions greus causades pel riu Sabarmati es van produir el 1714, 1739, i per les pluges el 1755 (damnant la ciutat d'Ahmedabad); i una epidèmia de pesta va tenir lloc el 1771. Altres fams es van donar el 1790-1791, 1812-1813 1819-1820, 1824-1825, 1834 i 1838. El 1753 Ahmadabad va caure en mans dels marathes que van conservar la distinció entre territoris de domini directe i els feus ancestrals, que es van limitar a pagar tribut, gaudien sense problemes del poder mentre es mantenien fidels. El tribut va augmentar progressivament
Els britànics hi van posar peu el 1802/1803 quan les agressions del sobirà de Bhavnagar a Dholera van aconsellar establir el protectorat que ja havia estat demanat abans però no fou acceptat pels britànics fins al 1802, sent confirmat pel gaikwar, lloctinent del peshwa mahrata. L'informe de Sir Miguel de Souza deia que l'adquisició seria de poc valor si no anava acompanyada de la d'altres estats veïns. Així el 1803 es va establir el control efectiu sobre Dholera i també sobre Dholka. Els territoris foren units a la Residència de Baroda fins al 1805 quan es va crear el càrrec de Col·lector de Kaira. El 1817 el gaikwar va concedir als britànics la seva meitat de Ahmedabad com a cessió perpètua, i la meitat del peshwa, així com altres dominis directes marathes al districte i l'1 de gener de 1818, amb l'adquisició d'aquestos nous territoris, es va crear el districte separat. La seva població el 1857 era de 650.223 habitants, el 1872 de 829.637 i el 1881 de 856.324, dels quals el 85% eren hindús (destacant els comerciants coneguts com els banyades) i el 10% musulmans. En el període britànic les principals ciutats a més de la capital foren Dholka (17.716 habitants en 1881), Viramgam (18.990), Dholera (10.301), Dhandhuka (10.044), Gogo (Gogho, 7.063); Parantij (8.353); Morasa (7.031) i Sanand (6.984). El 1868 una crescuda del riu Sabarmati va causar greus inundacions; el 1875 Ahmadabad i la part oriental del districte foren altre cop devastades pel riu; a la ciutat es va emportar ponts i cases.